# 秦望瀾
秦望澜（1870年—1928年），字少观，甘肅會寧縣县城人。清末民初政治人物、學者。

## 生平
秦望澜13岁中秀才，因受到甘肃学政陆廷黻賞識，被选入兰山书院就读。19岁中举人，光绪二十一年（1895年）考中乙未科二甲进士；同年五月，以主事分部学习，任兵部主事，操武选司、职方司总办，后出任贵州道监察御史、辽沈道监察御史。因直谏触犯权臣，左迁民政部代理员外郎。民政部改巡警部后，他改任京师外城西分厅警察总办。他还曾任图志馆提调。
中华民国成立后，秦望瀾被任命为甘肃河西观察使，后改陇东道尹。曾任北京临时参议院议员、大总统府政治谘议、政治会议议员、参政院参政、清史馆协修（参与编纂《清史稿》的兵史部分）。获授上大夫、四等嘉禾章，後獲二等宝光嘉禾奖章。充第二届参议员期間，又被授予二等大绶嘉禾奖章。
民国十七年（1928年），秦望瀾病逝於北京，归葬会宁城北余家湾。

## 著作
秦望瀾工詩文，有著作若干
- 《退想斋词》[2]
- 《少观疏稿》[2]
- 《三省九斋文集》四卷[2]
- 《文苑杂存》二卷[2]
- 《枝阳诗集》十二卷[2]
- 《枝阳集》[5]
- 《省三思九轩札记》[5]